# Anolis festae
Anolis festae – gatunek jaszczurki z rodziny Anolidae zamieszkujący suche lasy Ekwadoru.

## Systematyka
Gatunek zalicza się do rodzaju Anolis. Rodzaj ten umieszcza się obecnie w monotypowej rodzinie Anolidae. W przeszłości zaliczany był do licznej w gatunki rodziny legwanowatych (Iguanidae).

## Rozmieszczenie geograficzne
Zwierzę zamieszkuje zachodni Ekwador (którego prawdopodobnie jest endemitem) od prowincji Esmeraldas na północy do prowincji El Oro na południu. Baza The Reptile Database podaje, że gatunek występuje też w przyległym departamencie Nariño w południowo-zachodniej Kolumbii.

## Siedlisko
Główne siedlisko tego zauropsyda to suche lasy. Występuje od poziomu morza do około 500 m n.p.m.

## Zagrożenia i ochrona
W Czerwonej księdze gatunków zagrożonych IUCN Anolis festae jest klasyfikowany jako gatunek bliski zagrożenia (NT, ang. Near Threatened).
Jest to gatunek rzadki, a jego liczebność spada.
IUCN wymienia takie zagrożenia dla tego łuskonośnego, jak nadmierny wypas zwierząt roślinożernych i wyrąb lasów, zwracając również uwagę na zachodzące w okolicy występowania gatunku procesy urbanizacji, wspominając o największym z miast Ekwadoru, Guayaquil, leżącym właśnie na tym terenie.